# Trichoblaniulidae
Trichoblaniulidae é uma família de milípedes pertencente à ordem Julida.
Géneros:
- Cryptoporobates Brölemann, 1921
- Trichoblaniulus Verhoeff, 1898